# ادوارد آلن (بازیکن فوتبال)
ادوارد آلن (انگلیسی: Edward Allen؛ زادهٔ) بازیکن فوتبال اهل بریتانیا است.
از باشگاه‌هایی که در آن بازی کرده‌است می‌توان به باشگاه فوتبال ساوتند یونایتد اشاره کرد.